# Xanthosoma brevispathaceum
Xanthosoma brevispathaceum, biljna vrsta iz porodice Araceae koja raste u Peruanskoj regiji Huánuco
Posjeduje ju i Botanički vrt u Grazu.